# Golkowice (Basse-Silésie)
Pour les articles homonymes, voir Golkowice.
Golkowice est une localité polonaise de la gmina de Pęcław, située dans le powiat de Głogów en voïvodie de Basse-Silésie.